# ضدضدهنر
ضدضدهنر (به انگلیسی: Anti-anti-art) موضعی است که استاکیست‌ها در بیانیه‌های خود به عنوان طرحی کلی برای پیشبرد هنرشان در برابر ضد هنر و هنر مفهومی ارائه می‌کنند.